# Le Financier et le Savetier

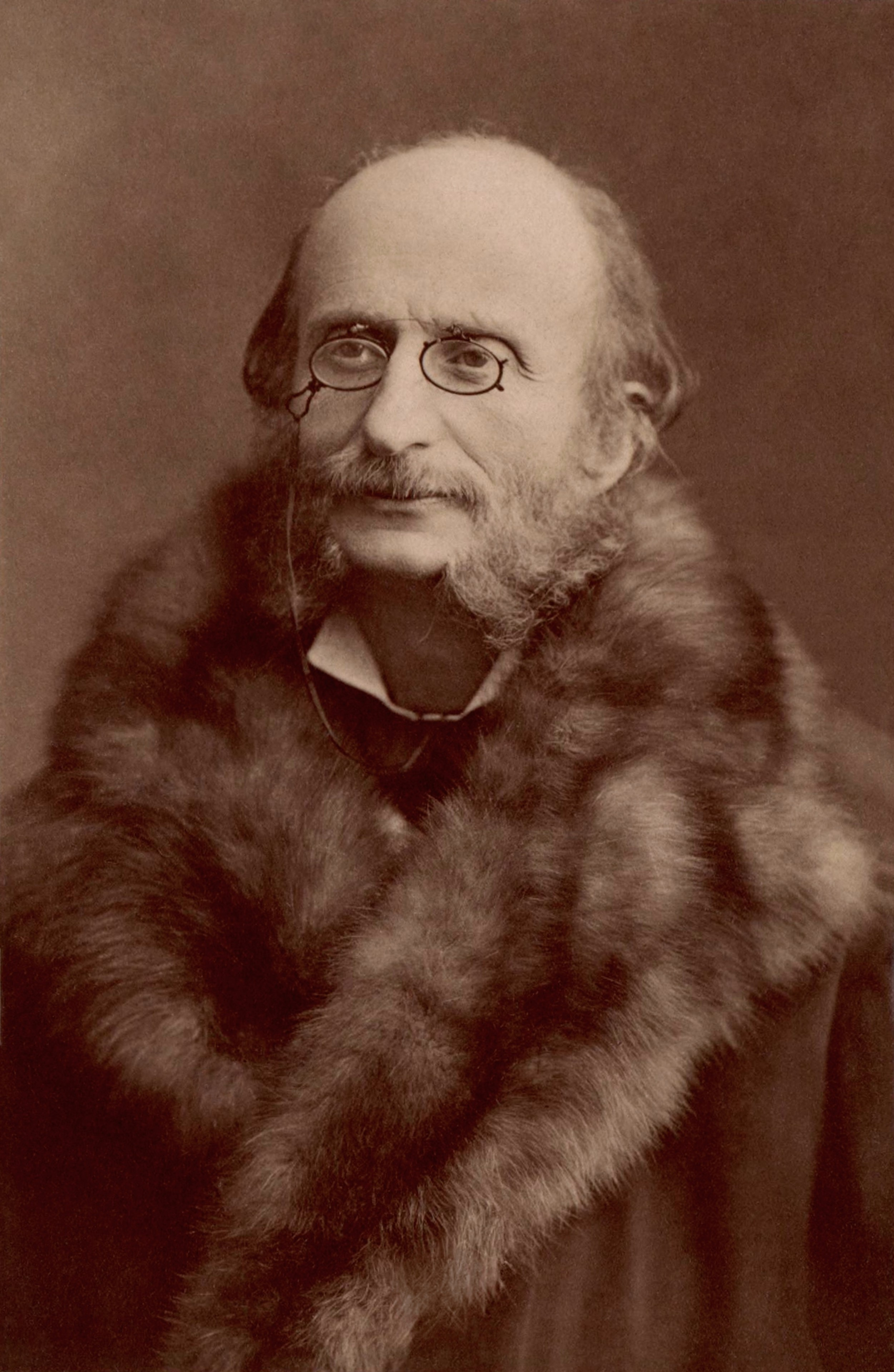
Jacques Offenbach

Le Financier et le Savetier (Bankiren och skomakaren) är en operett i en akt med musik av Jacques Offenbach och libretto av Hector Crémieux och Edmond About efter fabeln av La Fontaine.

## Historia
Le Financier et le Savetier framfördes första gången den 23 september 1856 på Théâtre des Bouffes-Parisiens i Paris, och spelades fram till 1857. Året därpå, 1858, framfördes den av teatern i Bad Ems. På Carltheater i Wien sattes den upp som Schuhflicker und Millionär i januari 1859.

## Personer
| Roller                   | Röststämma | Premiärbesättning 23 september 1856 (Dirigent: Jacques Offenbach) |
| ------------------------ | ---------- | ----------------------------------------------------------------- |
| Belazor, bankir          | tenor      | Étienne Pradeau                                                   |
| Larfaillou, skomakare    | tenor      | Gustave Gerpré                                                    |
| Aubépine                 | sopran     | Marie Dalmont                                                     |
| En gäst                  | baryton    | Davoust                                                           |
| En page, gäster, tjänare |            |                                                                   |

## Handling

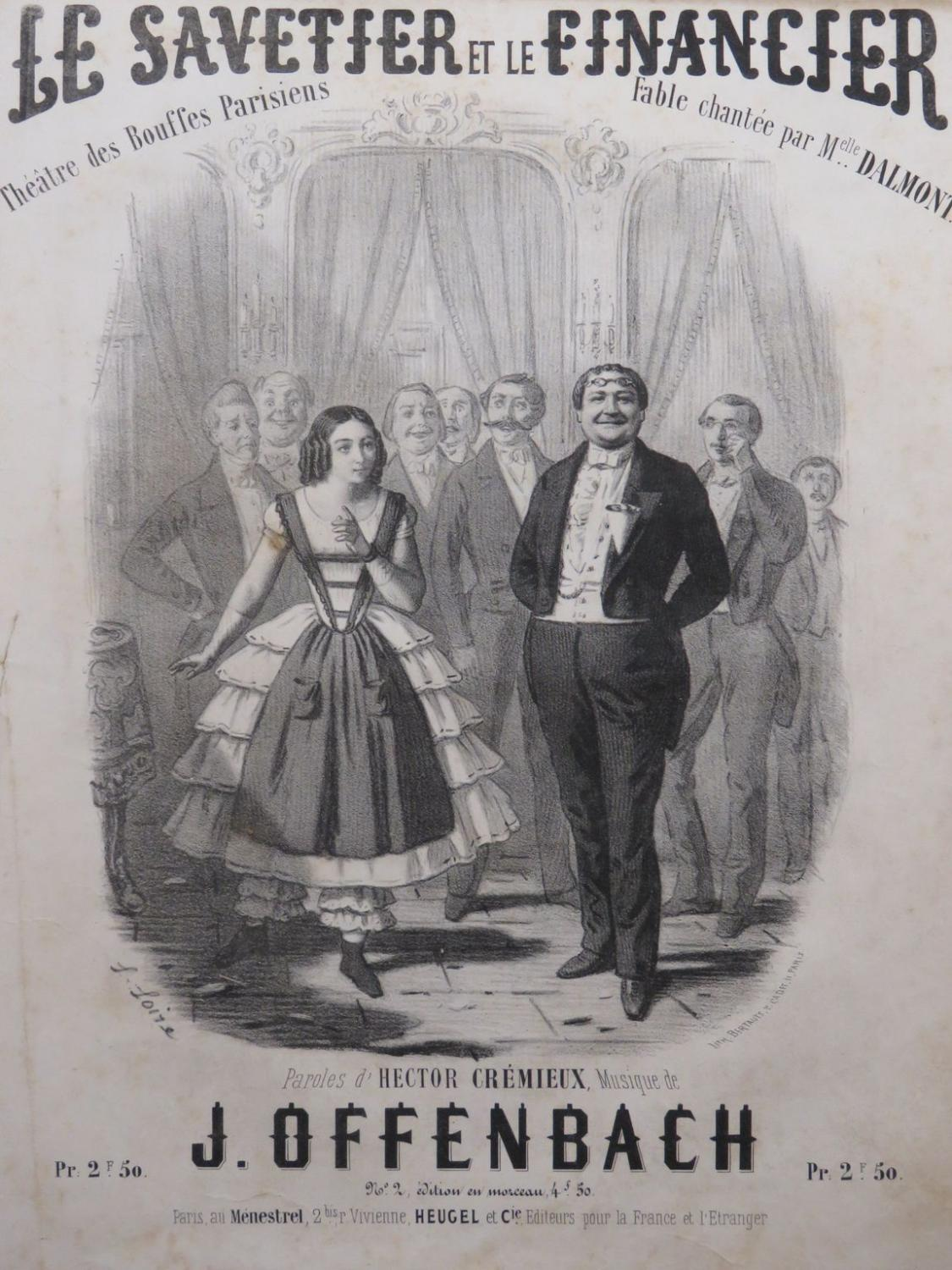
Framsida till klaverutdraget.

Salongen hos den rike bankiren Belazor på hans namnsdag; det är år 1856 och klockan är nio på kvällen
En page väntar vid ingången, Belazor går fram och tillbaka. Larfaillou hörs sjunga utanför.
Skomakaren Larfaillou, som arbetar på bottenvåningen, kommer oanmäld in och Belzor ber honom gå då han är trött på hans ständiga sjungande. Larfaillou säger att han har kommit för att be om Belazors dotter Aubépines hand.
Belazor undrar hur han har lärt känna flickan, och skomakaren svarar att han lagar skor på det pensionat där hon bor. Skomakaren erkänner också att flickans kommande hemgift och arv inte innebär några problem för hans önskan. Belazor lyckas bli av med Larfaillou. Belazor tänker försöka bli av med sin granne medelst statistisk analys angående dödstalen hos skomakare: han ska göra det genom att slå samman alla skomakare i Paris så att Larfaillou är den ende kvar och därmed kunna bevisa att minst en skomakaren dör per år.
Aubépine kommer in och överlämnar en present till fadern. Sedan sjunger hon en 'fabel' byggd på La Fontaine ('Skomakaren och bankiren') och arrangerad av sin skollärarinna. Belazor får en idé: han ska bjuda upp skomakaren och muta honom med 300 écus. Larfaillou kommer in och accepterar motvilligt pengarna. Aubépine har förälskat sig i honom nu och när de är ensamma erkänner han att han inte är någon Prins av Gerolstein. De undrar hur de ska komma över pengaproblemet. Aubépine berättar att fadern har lärt henne att spekulera på aktiebörsen, men då det nästan är midnatt är banken är stängd utmanar Larfaillou en av gästerna på kortspel. Turen är på hans sida. Belazor ger sig in i spelet men förlorar 32 miljoner, sitt hus, sina glasögon och slutligen tvingas bankiren överlämna sina kläder till skomakaren. När de byter kläder börjar skomakaren tala fint och bankiren pratar slang. Som en sista utväg att förarga sin granne försöker bankiren sjunga för honom, men Larfaillou ber bara om mera. Nu när skomakaren är miljonär kan ha be om Aubépins hand.
Slutet av trion ('Le jeu, fièvre brûlante') refererar på duetten 'Une fièvre brûlante' mellan Blondel och Richard i akt II av operan Richard Coeur-de-Lion. I scenen ‘jeu d’oie’ i akt II av Sköna Helena refererade Offenbach till Le Financier et le Savetier.